# Microhoria leuthneri
Microhoria leuthneri is een keversoort uit de familie snoerhalskevers (Anthicidae). De wetenschappelijke naam van de soort is voor het eerst geldig gepubliceerd in 1897 door Pic.